# Chaetophlepsis
Chaetophlepsis is een vliegengeslacht uit de familie van de sluipvliegen (Tachinidae).

## Soorten
- C. atriceps Reinhard, 1952
- C. canora Reinhard, 1952
- C. eudryae (Smith, 1916)
- C. nasellensis Reinhard, 1952
- C. orbitalis Webber, 1931
- C. platyhypenae Sabrosky, 1975
- C. polita Brooks, 1945
- C. rindgei Reinhard, 1952
- C. semiothisae Brooks, 1945
- C. teliosis Reinhard, 1952
- C. townsendi (Smith, 1916)